# Santa Cruz Loma Los Patiños
Santa Cruz Loma Los Patiños es un caserío peruano ubicado en el distrito de Ayabaca, perteneciente a la provincia homónima del departamento de Piura, al norte del Perú. 

## Ubicación
Santa Cruz Loma Los Patiños se ubica al norte de la provincia de Ayabaca, en el distrito de Ayabaca, en el departamento de Piura.

## Demografía
En 2017 Santa Cruz Loma Los Patiños tenía una población de 117 habitantes.